# Aetolische Bond

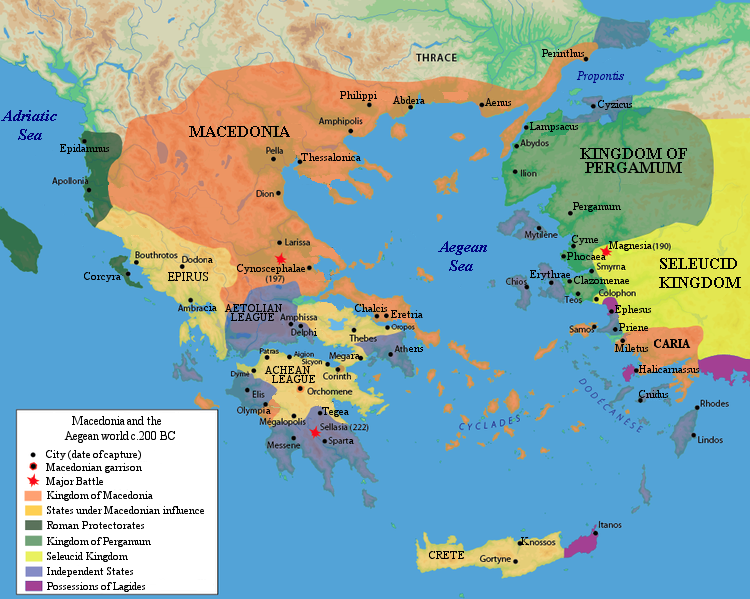
De Grieks-Macedonische wereld rond 200 v.Chr.; de Aetolische Bond en andere onafhankelijke gebieden in paars.

Aetolische Bond (Oudgrieks: τὸ κοινὸν τῶν Αἰτωλῶν) is de naam van een koinon uit het oude Griekenland.
Na de dood van Alexander de Grote sloten verschillende streken van Aetolia, ten oosten van Akarnania en ten noorden van de Korinthische Golf, zich in een bondgenootschap aaneen, naar het voorbeeld van de Achaeïsche Bond. Deze twee statenbonden bepaalden dan de Griekse politiek, naast de diadochen van Macedonië. De Aetoliërs slaagden erin de aansluiting van verschillende geconfedereerde staten en steden te verkrijgen.
Aan het hoofd van de bond stond een strategos die op democratische wijze jaarlijks werd herkozen. Naast deze strategos stond het synedrion (Raad van Afgevaardigden (σύνεδροι, of ἀπόκλητοι) uit de verschillende lidstaten), van wie het aantal evenredig was aan het geleverde contingent soldaten. Hun hoofdstad was Thermos (Θερμός, of Θερμόν). Belangrijke zaken op gebied van buitenlandse betrekkingen werden eerst beslist door deze algemene vergadering. Wanneer de bond een te groot aantal leden telde om nog goed te functioneren, werd een beperkt raadcomité aangeduid, dat samen met de militaire bevelhebber de leiding van de bond op zich nam. Het beslissingsrecht over oorlog en vrede bleef echter in handen van de voltallige Raad.
In 270 v.Chr. bezette de Aetolische Bond het gebied van Delphi, wat het begin werd van een aanzienlijke gebiedsuitbreiding. Vanaf 220 controleerde de Bond zelfs heel Midden-Griekenland, met uitzondering van Attica. De grootste zorg van de Bond was de bestrijding van roof en plundering; van enige culturele uitstraling of andere politieke verwezenlijkingen is er nooit sprake geweest.
Toen de Romeinen begonnen te trachten invloed in Griekenland te krijgen (Eerste Macedonische Oorlog, sloten ook zij zich aan bij de vrede van Naupactus (217 v.Chr.). Doch door Philippus V van Macedonië in hun verwachtingen teleurgesteld, zochten zij later nu en dan de vriendschap van de Romeinen. En in de slag bij Cynoscephalae (197 v.Chr.) streden zij met de Romeinen tegen Philippus. Door hen met ondank behandeld, riepen zij Antiochus III de Grote ter bevrijding van Griekenland op, en na diens nederlaag (Slag bij Magnesia) moesten zij zich onvoorwaardelijk aan de consul Marcus Fulvius Nobilior overgeven (189 v.Chr.). Dit betekende tevens het einde van het bestaan en de activiteiten van de Bond.
In 146 v.Chr. werd Aetolia een onderdeel van de Romeinse provincie Achaea.

## Referentie
- art. Aetolisch verbond, in J.G. Schlimmer - Z.C. De Boer, Woordenboek der Grieksche en Romeinsche Oudheid, Haarlem, 19203, p. 21.